# Joyakdo
Joyakdo  (koreanska: 조약도) är en ö i Sydkorea.   Den ligger i provinsen Södra Jeolla, i den södra delen av landet, 400 km söder om huvudstaden Seoul. Arean är 28,3 kvadratkilometer.
Terrängen på Joyakdo  är lite kuperad. Öns högsta punkt är 377 meter över havet. Den sträcker sig 6,7 kilometer i nord-sydlig riktning, och 8,3 kilometer i öst-västlig riktning.  I omgivningarna runt Joyakdo  växer i huvudsak blandskog.